# 平地泉镇
平地泉镇，是中国内蒙古自治区乌兰察布市察哈尔右翼前旗下辖的一个镇。

## 行政区划
平地泉镇共辖以下地区：
平一村、平二村、平三村、花村、南村、来家地村、郝家村、土城村、沈家村、泉脑村、八印滩村、苏集村、红房子村和察右前旗察哈尔工业园区。